# Valdaora
Olang (olaszul: Valdaora, helyi dialektusban: Oaling) település Olaszországban, Bolzano autonóm megyében, a Puster-völgyben. Lakosainak száma 3177 fő (2023. január 1.). Valdaora Braies, Bruneck, Marebbe, Monguelfo-Tesido és Rasen-Antholz községekkel határos. Lakosságának 96%-a német anyanyelvű.
A várostól néhány kilométerre délre emelkedik a Kronplatz (Plan de Corones) hegy magányos tömbje, népszerű kiránduló és télisport-központ, a Dolomiti Superski szövetség tagja.

## Fekvése
A község a kelet–nyugati irányban húzódó Pustertalban található. Fő lakott területei az Olang-medencében helyezkednek el, amely a völgy egy kiszélesedése Brunecktől keletre. Ettől délre a község teljes, 48,95 km²-es területe a Dolomitokhoz, illetve a Pragsi-Dolomitokhoz tartozó hegyekbe emelkedik fel.
A völgyfenék rétjei és mezői között, szoros közelségben – északnyugattól délkelet felé haladva – fekszik a három településrész: Niederolang (980–1040 m tengerszint feletti magasságban), Mitterolang (1040–1060 m) és Oberolang (1050–1100 m). Az északon elhaladó Rienz folyó bizonyos szakaszokon a Rasen-Antholz községgel közös határt alkotja. A három településtől keletre – részben már a szomszédos Welsberg-Taisten községhez tartozva – található az Olang-i víztározó (1055 m).
Délnyugat felé emelkedik a terep a Kronplatzig (2275 m), amelynek Olang felé néző lejtőin helyezkedik el Geiselsberg településrész kis központja (1340–1410 m), valamint további kisebb falvak és gazdaságok. Az Olang-medencétől délre a terep egy olyan hegyvonulathoz emelkedik, amelyet a Kronplatztól a Furkel-hágó (1789 m) választ el. Ez a lánc magában foglalja többek között a Piz da Perest (2507 m) és a Dreifingerspitzét (2479 m), illetve a Fanes–Sennes–Prags Természetvédelmi Park részét képezi.

## Története
985 és 993 között Olangot először írásos formában említik, akkor „Ôlaga” néven a Brixeni püspökség hagyománykönyvében. 1142 és 1155 között az Augustinerstift Neustift Brixennél vezetett hagyománykönyvében az „Olagen” név szerepel. Már 1052 és 1062 között a Mitterolang településrészt is megemlítik a Weihenstephan kolostor hagyománykönyvében „Mittirnǒlag” alakban. 1455-ben az „Olangen” és az „Olang” formák is feltűnnek. Egon Kühebacher feltételezte, hogy a helynév kelta eredetű lehet, jelentése pedig „Aulosz birtoka” (aulosz: ókori hangszertípus). Egy másik elmélet szerint a név az ófelsőnémet „ouwa” (réti, vízparti vagy patak menti föld) és a „lachūn” (a „lahha”, azaz tócsák, kis állóvizek többes szám datívusa) szavakból származhat.
1460-ban az Olang-i mezőkön felállították a „Spitzige Stöckl” nevű emlékművet az 1448-as pestis emlékére.
1809-ben népfelkelés tört ki a franciák és a bajorok ellen, a felkelőket vezető Peter Sigmayr lövészőrmestert 1810. január 14-én lázadásért kivégezték. A Pustertaler vasútvonalat 1871-ben építették meg az Osztrák Déli Vasút hálózatának részeként, ami kedvező hatással volt a kezdődő idegenforgalomra. Az 1900-as évek környékén Olang gazdasági fellendülést élt meg, első turisztikai sikerei a Bergfall és Schartl gyógyfürdőknek, valamint néhány vendéglátósnak köszönhetők. 1904-ben egy nagy tűzvész szinte teljesen elpusztította Mitterolangot. 1910-ben avatták fel Hans Piffrader homokkőből készült Peter-Sigmayr szobrát.
1928-ban Olang, Antholz, Niederrasen és Oberrasen egyesült Rasun Valdaora/Rasen Olang nevű községgé. 1955-ben ezt két mai községre, Olangra és Rasen-Antholzra osztották fel.

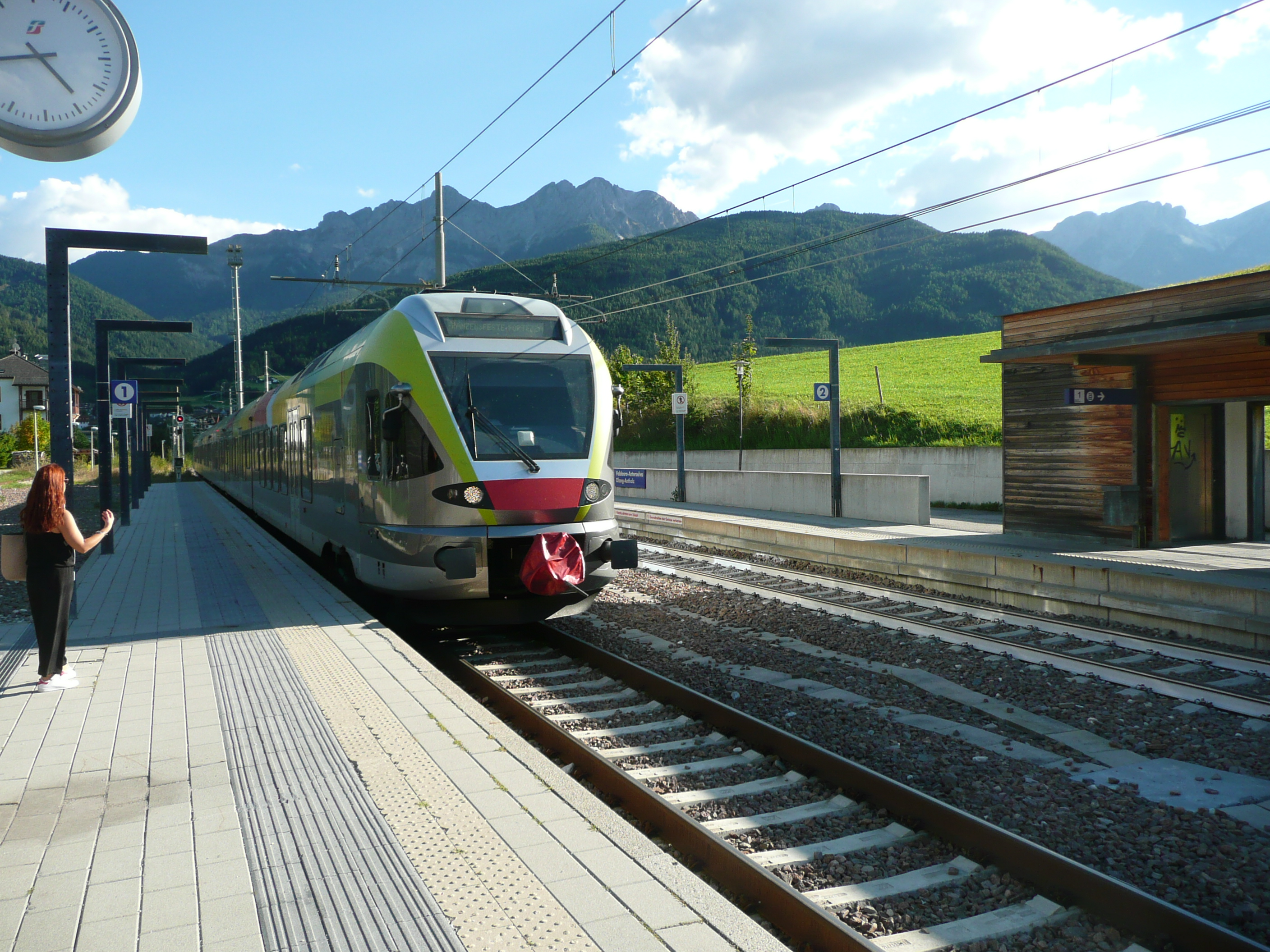
Kilátás a Pragsi-Dolomitokra az Olang/Antholz vasútállomásról

Az „Olanger Seilbahnen AG” első felvonóját 1966-ban építették a Kronplatzra. 1971-ben az olangi műanyagpályás szánkó-világbajnokságot rendezték meg, ugyanebben az évben épült fel a kongresszusi központ is. A Fanes–Sennes–Prags Természetvédelmi Parkot 1980-ban hozták létre. 2000-ben az Olang-i természetes pályán tartották a szánkó-világbajnokságot.

## Népesség
A település népességének változása:
| Lakosok száma | 2798 | 3144 | 3174 | 3177 |
|               | 2008 | 2017 | 2018 | 2023 |

Olang a begyűjtött nyelvi csoporthoz tartozási nyilatkozatok vagy nyelvi besorolási nyilatkozatok alapján döntően németajkú községnek számít. A következő százalékértékek számításánál az érvényes nyilatkozatokat vették alapul, amelyeket olasz állampolgárságú személyek adtak be:
| Nyelv | 1981    | 1991    | 2001    | 2011    | 2024    |
| ----- | ------- | ------- | ------- | ------- | ------- |
| német | 98,69 % | 98,32 % | 97,42 % | 96,47 % | 95,64 % |
| olasz | 1,05 %  | 1,32 %  | 2,16 %  | 3,18 %  | 3,89 %  |
| ladin | 0,26 %  | 0,36 %  | 0,42 %  | 0,34 %  | 0,47 %  |

## Politika

### Polgármesterek
1952 óta:
- Michael Messner: 1952–1956
- Josef Jud: 1956–1974
- Hermann Zingerle: 1974–1980
- Herbert Jesacher: 1980–1991
- Alfred Jud: 1991–2004
- Annelies Schenk: 2004–2010
- Reinhard Bachmann: 2010–2015
- Georg Reden: 2015–2025
- Lukas Schnarf: 2025-től jelenleg is hivatalban

### Címer
Ezüst alapon egy zöld jobb átlós sáv található, amelyben három arany szekerkerék látható. A zöld sáv az emelkedő dombvidéket jelképezi, ahol a három településrész – Niederolang, Mitterolang és Oberolang – fekszik, amit a három szekerkerék szimbolizál. A címer adományozása a Trentino-Dél-Tirol régió kormányának 1968. január 10-i rendelete alapján történt.

## Látnivalók
Az Oberolangban található Mária-templom, mely a 15. századból származik. Mai külső megjelenése a különböző átépítéseknek köszönhető, legutóbb körülbelül 1900 körül alakították át. A Mitterolangban álló Szent Egyed-templom 1138-ban épült. Számos jelentős műalkotást őriz a késő gótika korából: a főoltárkép, amely a három királyok imádását ábrázolja, valamint a Szent Kristóf-freskó a külső falon Friedrich Pacher brunecki festő művei; a bal oldali hajófalon lévő freskókat (Utolsó vacsora, János Patmoszon, Szent Péter és Pál) 1481-ben Friedrich Pacher tanítványa, Simon von Taisten festette. További templomok Olangban a Geiselsbergben álló újgótikus Szent Vilmos-templom és a Niederolang-i plébániatemplom. Az jelenlegi plébániatemplom építését 1907-ben kezdték meg, amely egy barokk átépítés, és az eredeti románkori és gótikus templom bővítése.
A Peter-Sigmayr-emlékmű és a Mitterolangban található Peter-Sigmayr-emlék kápolna az olangi szabadságharcos emlékét őrzi. Emellett a településnek van egy kénforrása és a Schornstein nevű természeti tanösvénye. A Peststöckl az 1543-as pestisjárvány emlékét őrzi.
Különleges műemlék az Aue (Niederolang) területén, a Furkel-patak mellett található Untermühlbacher mészkőkemence, amelyet nemrég felújítottak, és bemutató kemenceként őriznek meg.